# Собор Святої Неділі (Софія)
Собор Святої Неділі (болг. църква Света Неделя) — кафедральний собор Софійської митрополії, Болгарська православна церква, названий в честь святої мучениці Кіріакії Нікомідійської (болг. Неделя).

## Історія
Історія ранніх років собору мало відома. Імовірно, що первинна будівля була зведена у X столітті й мала кам'яний фундамент і дерев'яні стіни. Будівля залишалась дерев'яною до середини XIX століття — на відміну від більшості інших церков у місті. Храм згадується у шляхових замітках німецького мандрівника Штефана Герлаха, який відвідав Софію 1578 року.
Близько 1460 року рештки сербського короля Стефана II були перенесені до Болгарії та зберігались у різних церквах та монастирях до того, як їх було перенесено до собору Святої Неділі після того, як церква стала кафедральною у XVIII столітті. Після цього храм отримав нову назву — церква Святого Короля (болг. Свети Крал). Так вона називалась наприкінці XIX й на початку XX століття.
Після пожежі стара будівля була розібрана 25 квітня 1856 року, щоб на її місці збудувати більш потужний собор. Будівництво нової будівлі довжиною 35.5 метрів та шириною 19 метрів почалось влітку того ж року. Ще недобудована будівля постраждала від землетрусу 1858 року, що збільшило термін будівельних робіт, які зрештою завершились 1863 року. Освячення нового собору відбулось 11 травня 1867 року в присутності 20 000 чоловік. Нова дзвіниця була зведена з урахуванням розміщення 8 дзвонів, подарованих церкві князем Дондуковим-Корсаковим 1879 року.

### Вибух у соборі

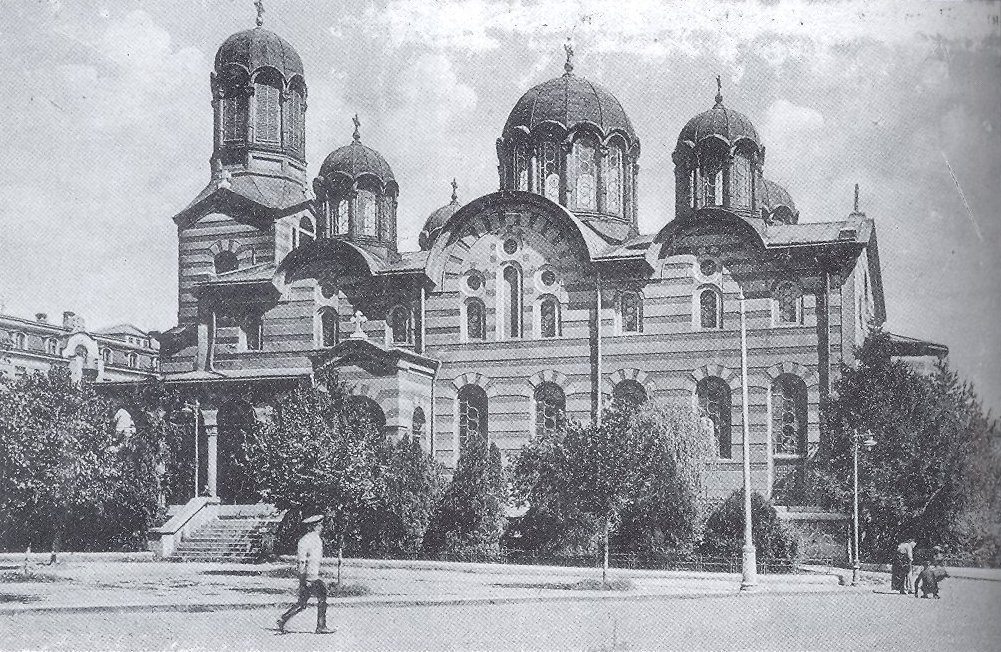
Вигляд церкви до терористичного акту 1925 року

1898 року було здійснено ремонт церкви, під час якого було додано нові купола. 1915 року у церкві був похований болгарський екзарх Йосип I. Церква сильно постраждала під час вибуху, який здійснила Військова організація БКП з метою убивства військових та політичних лідерів, які зібрались на панахиду по генералу Константину Георгієву 1925 року. В результаті вибуху загинуло 134 чоловіки, а понад 500 поранено. Після цього храм було відновлено, він набув свого сучасного вигляду. Повторне освячення відбулось 7 квітня 1933 року.

## Сучасний стан
Оновлена будівля має 30 метрів у довжину та 15.5 метрів у ширину, висота головного купола становить 31 метр. Позолочений іконостас роботи Станіслава Доспевського, що зберігся під час вибуху, був повернутий до церкви.
Художні фрески були зроблені групою художників на чолі з Миколою Ростовцевим у 1971–1973 роках. Було оновлено підлогу будівлі, а також у 1992–1994 роках було узято під скло північну колонаду. Фасад було цілком очищено 2000 року. За два роки було встановлено пристрій, що дозволяє автоматично дзвонити в одинадцять дзвонів.

## Галерея

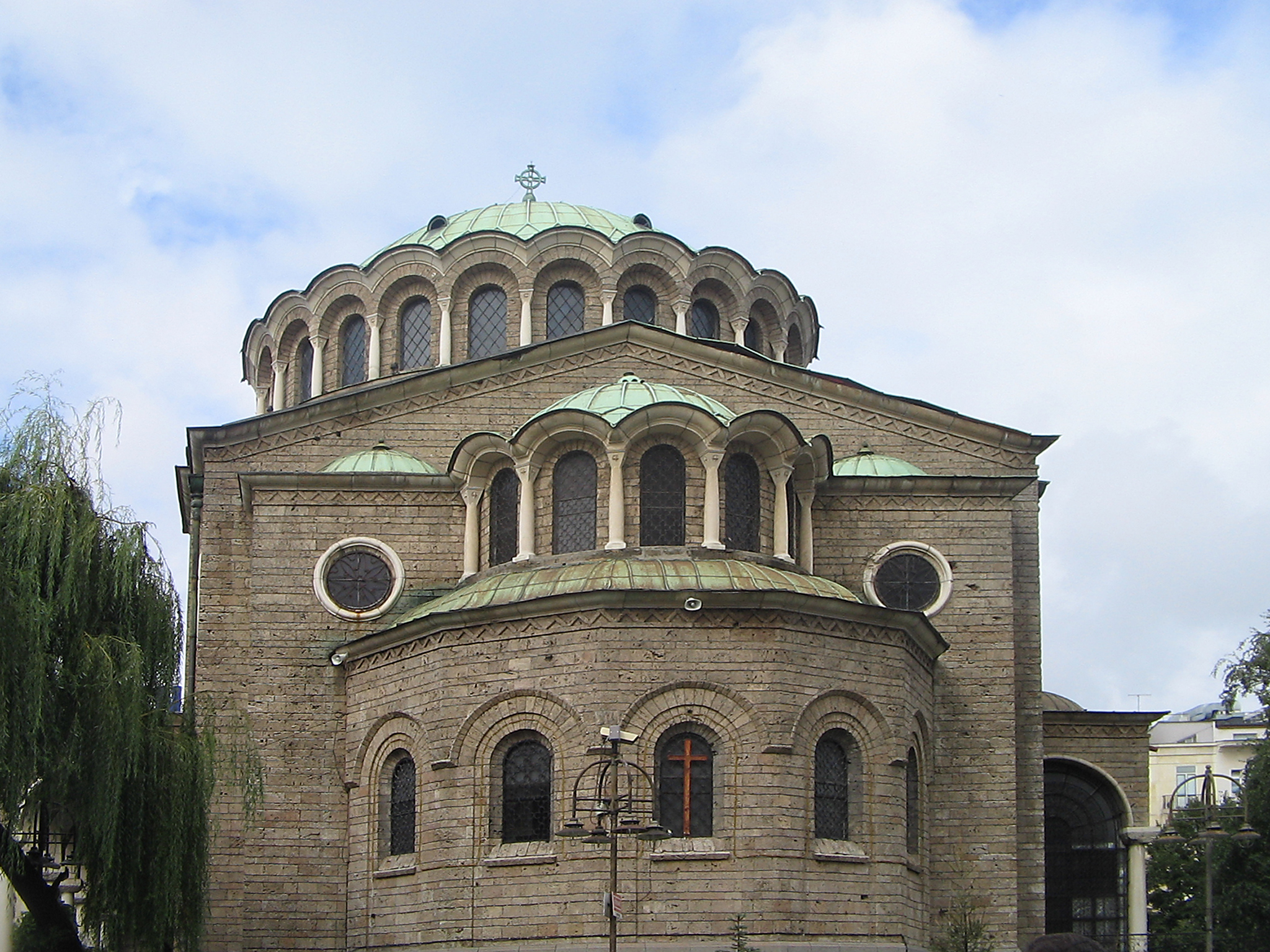
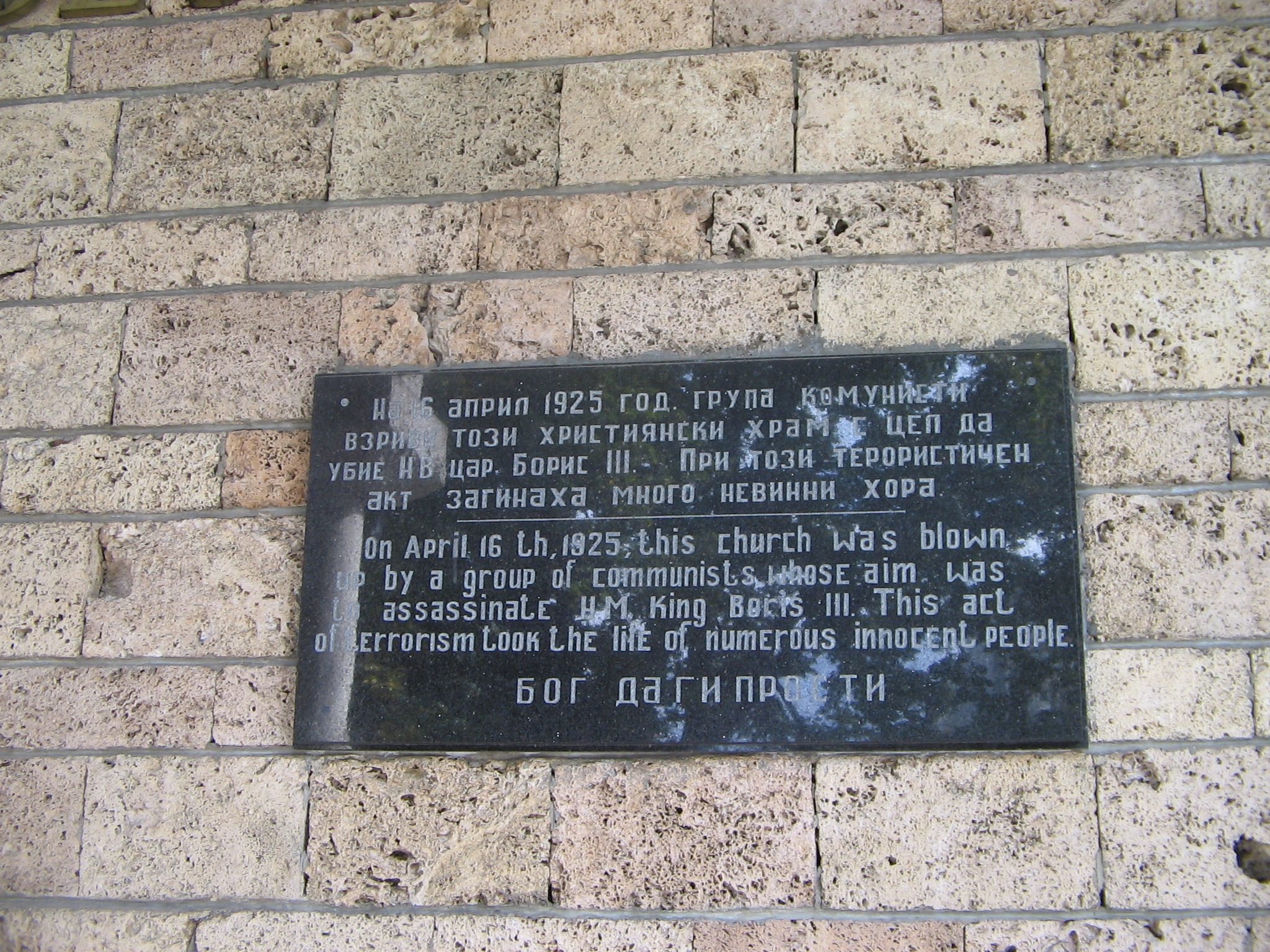
Меморіальна дошка на пам’ять про жертв терористичного акту 1925 року.